# Expedición Polaris

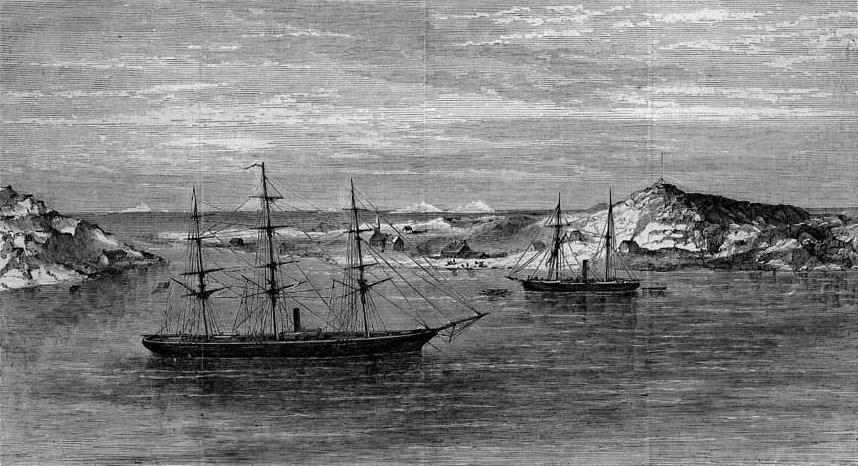
El Polaris y el Congress en la isla Disco, grabado en madera publicado por el Harper's Weekly, 1873.

La Expedición Polaris (1871) fue dirigida por el estadounidense Charles Francis Hall, su objetivo era alcanzar el Polo Norte siendo así los primeros en lograrlo. Fue patrocinada por el gobierno de los Estados Unidos, y se trató de uno de los primeros intentos serios por llegar al Polo, tras el logro de un oficial naval británico, William Edward Parry, que alcanzó en 1827 la latitud 82°45'Norte. La expedición fracasó en su objetivo principal al haber tenido graves problemas de insubordinación, incompetencia y de falta de liderazgo durante todo el viaje.
Bajo el mando de Hall, el Polaris zarpó de Nueva York en junio de 1871. En octubre, los miembros de la expedición se detuvieron para pasar el invierno en la costa del norte de Groenlandia, haciendo los preparativos para el viaje al Polo. Hall, tras volver al Polaris de un viaje en trineo, enfermó. Antes de morir acusó a los miembros de la tripulación de haberle envenenado. La autopsia realizada tras exhumar su cuerpo en 1968 reveló que había ingerido una gran cantidad de arsénico en las dos últimas semanas de su vida. 
La expedición consiguió un logro notable, llegar en barco a la latitud 82°29'N, la latitud más alta alcanzada en barco hasta ese momento. En el camino de regreso hacia el sur, diecinueve miembros de la expedición, temiendo que el barco se fuese a pique al quedar atrapado en el hielo, bajaron al hielo durante la noche, se produjo una tormenta, el hielo se fracturó y quedaron a la deriva sobre un témpano durante 6 meses, recorriendo 2900 km antes de ser rescatados. El Polaris fue embarrancado por los tripulantes que quedaron en él, en una playa próxima a Etah, Groenlandia, en octubre de 1872. Este grupo sobrevivió al invierno con la ayuda de los inuit de Etah, y fueron rescatados al verano siguiente. Una comisión naval investigó la muerte de Hall, pero no se imputaron cargos a ninguna persona ni se aclaró, en aquel momento, lo ocurrido.

## Preparativos

### Antecedentes

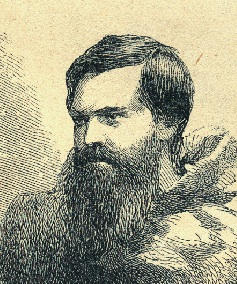
Charles Francis Hall, líder de la expedición Polaris.

En 1827, William Edward Parry, dirigió una expedición de la Armada Real Británica, con el objetivo de ser los primeros hombres en llegar al Polo Norte. En los 50 años siguientes al viaje de Parry, los estadounidenses organizaron tres expediciones: Elisha Kent Kane en 1853-1855, Isaac Israel Hayes en 1860-1861, y Charles Francis Hall con el Polaris en 1871-73.
Hall no tenía ninguna preparación académica ni experiencia en navegación, había sido herrero, grabador, y en ese momento era propietario de un periódico en Cincinnati, pero era un lector voraz con una obsesión por el Ártico. Después que la expedición de John Franklin de 1845 se perdiese, Hall dirigió su atención hacia el Ártico. Fue capaz de poner en marcha dos expediciones en busca de Franklin y su tripulación, una en 1860-1863, y una segunda en 1864-1869. Estas experiencias le convirtieron en un avezado explorador ártico, y le proporcionaron valiosos contactos entre el pueblo inuit. La fama que obtuvo, finalmente le permitió convencer al gobierno de los Estados Unidos para que financiara su tercera expedición, un intento por llegar al Polo Norte. 

### Finanzas y material
En 1870, se presentó en el Senado de los Estados Unidos un proyecto de ley llamado Resolución del Ártico, para financiar una expedición al Polo Norte. Hall presionó cuanto pudo y recibió un subsidio de 50.000$ del Congreso de los Estados Unidos, se le concedió el mando de la expedición y comenzó a contratar personal a finales de 1870. Consiguió de la marina el remolcador Periwinkle de 387 toneladas y con hélice propulsada a vapor. En los muelles del Washington Navy Yard, el barco fue readaptado, dotándole de velas como a una goleta, siendo rebautizado como Polaris. Fue preparado para soportar las condiciones del Ártico mediante la adición de sólidas vigas de madera de roble por todo su casco y la proa se forró de hierro. Se le añadió un nuevo motor y las calderas fueron modificadas para poder quemar aceite de ballena.
El buque también fue equipado con cuatro botes balleneros de 6 metros de largo y 1,2 de ancho y con fondo plano. Durante sus anteriores expediciones árticas, Hall llegó a admirar los botes umiak de los inuit, por eso construyó un bote similar y plegable que podía acomodar a 20 hombres. Embarcó alimentos envasados, fundamentalmente conservas de jamón, así como carne salada, pan y galletas de marinero. Los hombres completarían su dieta con carne de buey almizclero, focas y osos para evitar así el escorbuto.

## Personal
En la primavera de 1871, el presidente de los EE. UU. Ulysses S. Grant nombró a Hall comandante en jefe de la expedición, y él se auto tituló como capitán. Aunque Hall tenía mucha experiencia en el Ártico, no tenía, sin embargo, experiencia alguna en navegación, por ello el título era meramente honorífico. En la selección de los oficiales y marineros, Hall buscó principalmente balleneros con experiencia en el Ártico. En esto, la expedición de Hall, se diferenciaba marcadamente de las realizadas por el Almirantazgo Británico, que empleaban oficiales navales y tripulaciones altamente disciplinadas.
Para la selección del oficial de navegación, Hall tanteó a Sidney O. Budington, a continuación a George Tyson, pero ambos declinaron la oferta ya que tenían compromisos previos para salir a la caza de ballenas. Tras fallarle esos dos, Hall nombró oficial de navegación a Budington y como ayudante suyo en la navegación a Tyson. Budington y Tyson tenían entre ambos décadas de experiencia capitaneando barcos balleneros. Tras los nombramientos, y en la práctica, el Polaris tenía tres capitanes, un hecho que pesaría sobre el destino de la expedición. Para complicar aún más las cosas, en 1863, Hall y Budington se habían peleado porque Budington le había negado a Hall el permiso para llevar a bordo a los guías inuit Joseph Ebierbing y Tookoolito, eso ocurrió justo mientras Hall estaba enfermo y al cuidado de Budington.
El resto de los oficiales y personal científico estaba formado por los estadounidenses Hubbard Chester como primer oficial, como segundo oficial William Morton, y como astrónomo y capellán R.W.D. Bryan; y los alemanes Emil Bessels como jefe científico y cirujano, y Frederick Meyer como meteorólogo. Los marineros eran en su mayoría alemanes incluido el jefe de máquinas Emil Schumann. Además de los 25 miembros de la expedición, entre oficiales, personal de la tripulación y personal científico, Hall incluyó como intérpretes y cazadores a los inuit Ebierbing y a Tookoolito con su esposa y su hijo. Los aborígenes groenlandeses Hans Hendrik, su esposa Merkut y tres de sus hijos también se sumaron a la expedición.

## La expedición

### De Nueva York a Upernavik

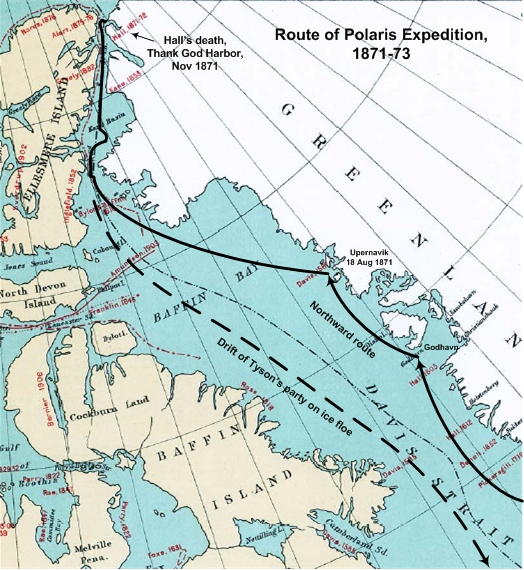
Ruta seguida por la expedición Polaris, 1871-1873.

Incluso antes de abandonar los muelles de la armada en Brooklyn el 29 de junio de 1871, la expedición se topó con problemas de personal. El cocinero, un marinero, un bombero, y el ayudante de ingeniero Wilson, desertaron. El camarero resultó ser un borracho y lo dejaron en el puerto.
El buque se detuvo en New London, Connecticut, para recoger a un sustituto del ayudante del ingeniero, zarpando de allí el 3 de julio de 1871. Para cuando el barco llegó a San Juan de Terranova ya se habían producido disensiones entre los oficiales y el personal científico. Bessels, respaldado por Meyer, rechazó abiertamente que Hall tuviese el mando sobre el personal científico. La disensión se extendió a la tripulación, que se dividió por nacionalidades. En su diario, el navegante auxiliar George Tyson escribió que cuando llegaron a la isla Disko en Groenlandia, "... la gente no para de hablar sobre el hecho de que Hall no podrá hacerse con el control de la expedición. Algunos andan ya pensando hasta donde les llevará y sobre cuándo podrán volver a casa de nuevo". Hall le sugirió al capitán Davenport, que comandaba el barco de suministros Congress, que interviniese. Davenport amenazó a Meyer con ponerle grilletes y mandarlo de vuelta a los Estados Unidos acusado de insubordinación, momento en el que todos los alemanes amenazaron a su vez con abandonar la expedición. Hall y Davenport se vieron obligados a dar marcha atrás, no obstante, Davenport impuso un correctivo disciplinario a la tripulación.
Como otra muestra de la disidencia existente, la caldera del buque fue saboteada por alguien de la tripulación. La grasa especial para la máquina de vapor desapareció, al parecer lanzada por la borda.
El 18 de agosto de 1871, el buque llegó a Upernavik en la costa oeste de Groenlandia, donde embarcó al cazador e intérprete inuit Hans Hendrik. El Polaris navegó hacia el norte a través del Smith Sound y del estrecho de Nares, llegando por barco a la latitud más alta hasta entonces, la marca anterior la tenían Elisha Kent Kane e Isaac Hayes.

### Preparativos polares y muerte de Hall
El 2 de septiembre de 1871, el Polaris alcanzó el punto más al norte al que llegó, los 82°29'N. La tensión estalló de nuevo cuando los tres principales oficiales no pudieron ponerse de acuerdo sobre si seguir adelante o no. Hall y Tyson querían seguir avanzando hacia el norte para reducir la distancia que tendrían que salvar en su viaje al Polo con los trineos de perros. Budington no quería arriesgar aún más el barco y abandonó la discusión. Terminaron viajando hasta el Thank God Harbor, que ahora se llama bahía Hall, llegaron allí el 10 de septiembre de 1871 y establecieron su campamento para pasar el invierno en la costa del norte de Groenlandia. 
En las siguientes semanas, Hall hizo los preparativos para realizar un viaje en trineo con la intención de llegar lo bastante al norte como para superar la marca que había establecido Sir William Parry. La desconfianza entre los hombres a su cargo se puso una vez más de manifiesto cuando Hall le dijo a Tyson, refiriéndose al capitán Budington, "no confío en ese hombre. Quiero que vengas conmigo, pero no me atrevo a dejarlo solo con el barco". Existen pruebas de que Budington puede que fuese alcohólico, por lo menos en tres ocasiones alguien robó las provisiones de alcohol del buque, incluido el alcohol utilizado por los científicos para la conservación de los especímenes. Hall se había quejado acerca de la embriaguez de Budington, y todas esas quejas de Hall salieron a la luz en los testimonios de la tripulación durante la investigación que se hizo sobre la expedición. Con Tyson al cuidado del barco, Hall partió el 10 de octubre de 1871 con dos trineos, llevándose con él al primer oficial Chester y a los guías nativos Ebierbing y Hendrik. El día después de la partida, Hall envió a Hendrik de vuelta al barco para recoger algunas cosas que se les había olvidado llevar. Hall también envió una nota a Bessels recordándole que debía dar cuerda a los cronómetros todos los días. En su libro Trial by Ice, Richard Parry concluyó que esa nota de Hall era como una especie de insulto a la inteligencia de Bessels y de muy mala educación, algo que debió dolerle a un hombre con titulaciones académicas de las universidades de Stuttgart, Heidelberg, y Jena. Es otro ejemplo de la falta de tacto de Hall en la dirección de la expedición. Antes de iniciar el viaje por tierra, Hall le dio a Budington una lista detallada de instrucciones sobre cómo manejar el barco en su ausencia. Esto, probablemente, no le sentó bien a un experto capitán de veleros con más de 20 años de experiencia.
A su regreso, el 24 de octubre de 1871, Hall se puso enfermo de repente tras beber una taza de café. Sus síntomas se iniciaron con malestar estomacal y vómitos, pasando a delirar al día siguiente. Hall acusó a varios miembros de la expedición, incluyendo a Bessels, de haberle envenenado. Con esa convicción, se negó a recibir ayuda médica de Bessels, y solo bebía líquidos que le proporcionaba directamente su amiga inuit Tookoolito. Al cabo de unos pocos días pareció mejorar, e incluso era capaz de subir a cubierta. Bessels había conseguido de Bryan, el capellán del buque, que convenciese a Hall para que le dejase atenderle. El 4 de noviembre, Hall consintió y Bessels volvió a proporcionarle tratamiento médico. Poco después, el estado de Hall comenzó a deteriorarse, tenía vómitos y delirios, y le sobrevino un colapso. Bessels diagnosticó que era apoplejía, y Hall finalmente murió el 8 de noviembre. Fue trasladado a tierra donde se le hizo un entierro formal.

### Intento de alcanzar el Polo Norte
Según las instrucciones dadas por el Secretario de Marina, George M. Robeson, el mando de la expedición fue entregado a Budington, y como resultado, el tema de la disciplina quedó más disperso, casi descontrolado. El tan necesario carbón se estaba consumiendo a ritmo acelerado, gastaron 2.873 kg en noviembre, lo que supuso 724 kg más que el mes anterior, y cerca de 3.800 kg en diciembre. Budington fue visto a menudo borracho, pero estaba lejos de ser el único en trasegarse las existencias de alcohol del barco, conforme al testimonio de los testigos en la investigación que se hizo después del regreso, a veces también se veía a Tyson borracho, y Schumann incluso llegó más lejos, consiguiendo hacerse con un duplicado de la llave de Budington del lugar donde se guardaba el alcohol para disponer del que quisiera para sí mismo. Cualquiera que sea el papel del alcohol, es evidente que la rutina de a bordo se fue al garete, como Tyson señaló, "Había muy poco orden y disciplina. Ni siquiera se apagaban las luces, los hombres hacían lo que les venía en gana, se pasaban las noches de jarana bebiendo y jugando a las cartas". Sin conocerse para qué fines, Budington le dio a su tripulación armas de fuego que recogió del barco de suministros.

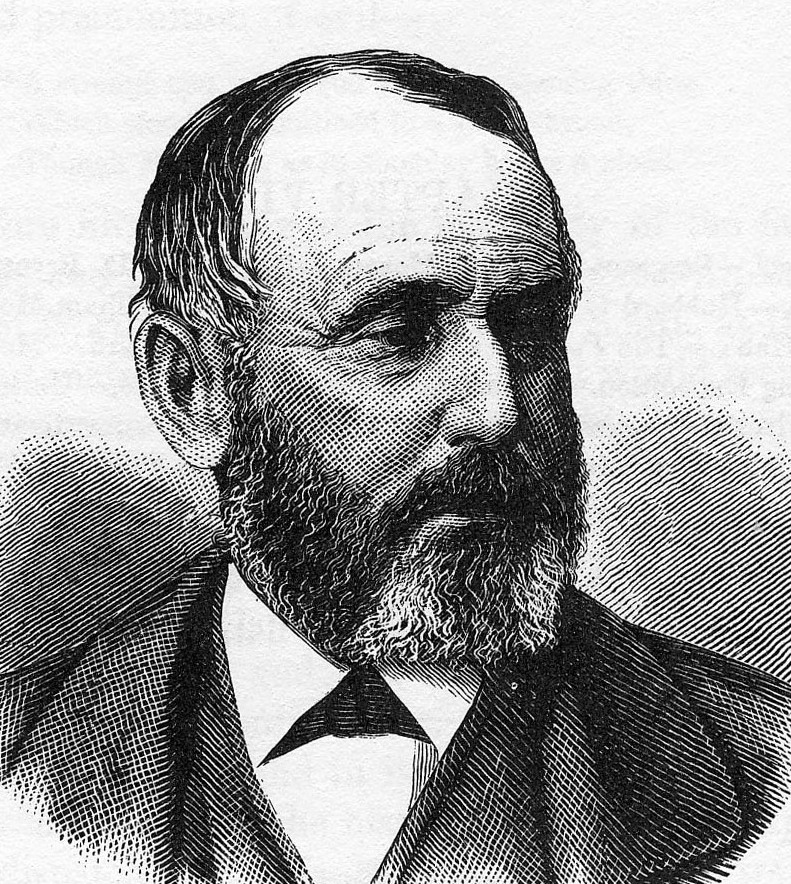
Capitán Sidney O. Budington.

Existen algunas pruebas acerca de un plan moralmente cuestionable que se planteó entre los oficiales de la expedición ese invierno. El 1 de enero de 1872, Tyson escribió en su diario: "El mes pasado me hicieron esa sorprendente propuesta y desde entonces no se me va de la cabeza... La cuestión ya surgió cuando se estaba discutiendo sobre si sería factible tratar de llegar más lejos hacia el norte el próximo verano". Y luego el 19 de abril de 1872 escribió "Tuve una charla con Chester sobre la sorprendente propuesta que me hicieron durante el invierno. Estuvimos de acuerdo en que era una monstruosidad que debíamos impedir. Chester dijo que estaba decidido a contarlo todo cuando volviese a casa". Al respecto, el escritor Farley Mowat ha sugerido que lo que los oficiales estuvieron planeando, era fingir que habían realizado un viaje al Polo o al menos hasta una latitud muy alta.
Cualquiera que fuese el plan no explicitado, el hecho es que se realizó un viaje para intentar llegar al Polo que se inició el 6 de junio de 1872. Chester intentó llevar hacia el norte al grupo que iba a realizar el viaje en un bote ballenero, pero este fue aplastado por el hielo a pocos kilómetros del Polaris. Chester y sus hombres volvieron de nuevo al barco, persuadió a Budington para que les dejara utilizar el bote plegable. Con el bote plegable y Tyson piloteando otro bote ballenero, navegaron todos los hombres del grupo hacia el norte. En el ínterin, el Polaris pudo acceder a las aguas libres de hielo y partió en busca de una ruta hacia el sur. Budington, deseando no tener que pasar otro invierno en el hielo, envió a Ebierbing al norte con órdenes para Tyson y Chester de que ambos regresaran al barco. Los hombres se vieron obligados a abandonar los botes, recorriendo a pie los 32 km que había hasta el barco. De ese modo, el barco había perdido sus tres botes más valiosos, un cuarto, el pequeño scow, fue aplastado por el hielo en julio al dejarlo por descuido en el agua toda la noche. La expedición había fracasado en su objetivo principal de alcanzar el Polo Norte.

### El destino delPolarisy el regreso
Habiendo ya desistido del viaje al Polo, su objetivo principal, el Polaris puso rumbo al sur, de vuelta a casa. En el Smith Sound, al oeste del glaciar Humboldt, encallaron en un iceberg no muy grande y no pudieron liberarse. En la noche del 15 de octubre de 1872, con un iceberg que amenazaba chocar con el barco, Schuman informó que el barco estaba haciendo agua y que las bombas no podían achicar lo bastante como para que no subiese el nivel dentro del barco. Budington ordenó que la carga fuese bajada al hielo para aligerar así el barco y facilitar que se mantuviese a flote. La tripulación comenzó a arrojar por la borda todas las cosas que podían, según escribió Tyson "sin tener el más mínimo cuidado cuando las arrojaban". Gran parte de las cosas que arrojaron se tuvo que desechar.

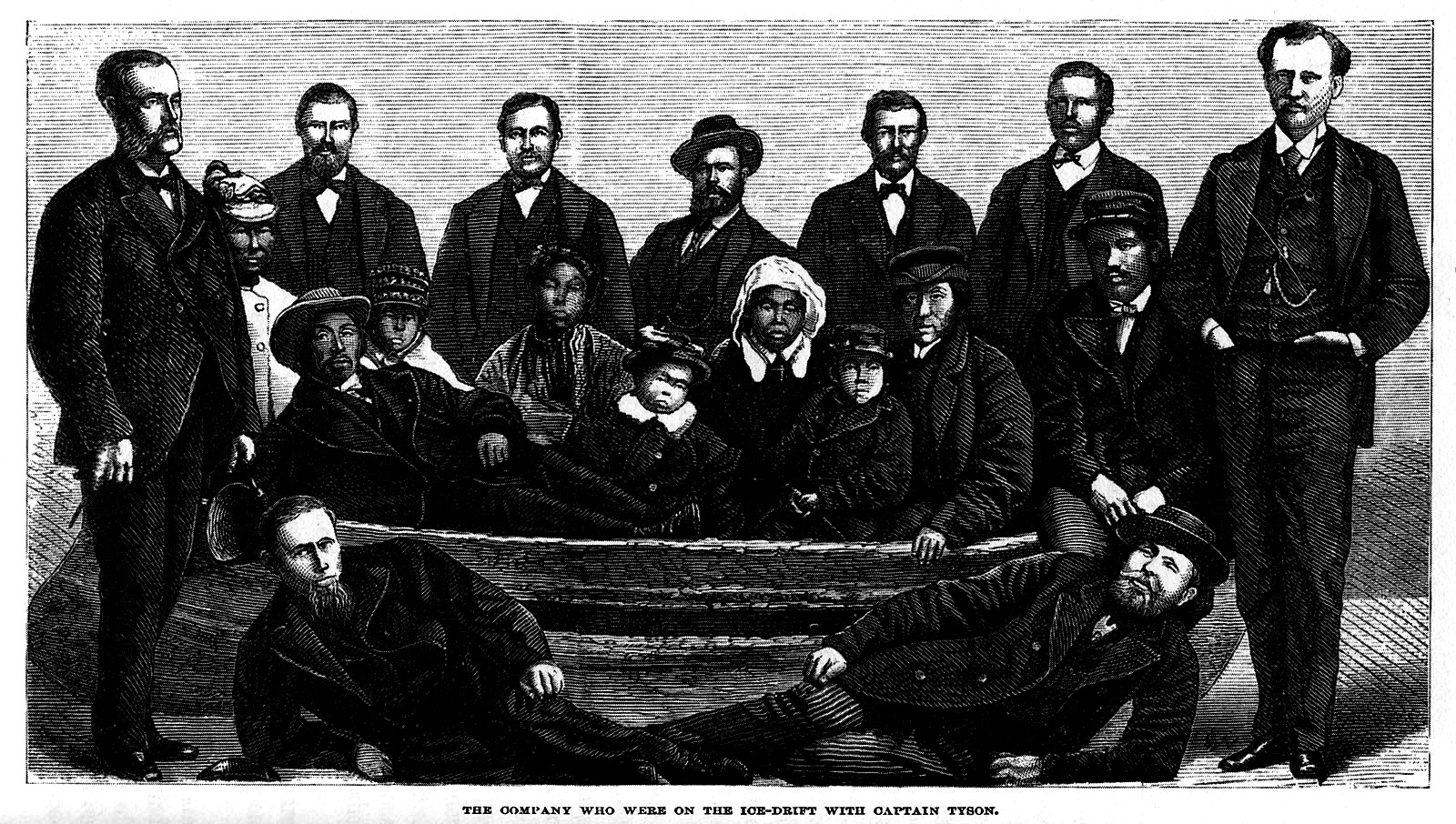
Tyson (a la izquierda) posando con los demás supervivientes de la expedición, fotografiados en San Juan de Terranova después de ser rescatados.

Un grupo de miembros de la tripulación, se quedó sobre el hielo durante la noche, y allí estaban cuando se produjo la ruptura del hielo. Cuando llegó la mañana, el grupo integrado por Tyson, Meyer, seis de los marineros, el cocinero, el mayordomo, y todos los inuit, se encontraron a la deriva sobre un témpano flotante. Los náufragos podían ver al Polaris a unos 15 km de distancia, pero los intentos por atraer la atención de los que estaban en el barco, haciéndoles señas con un gran paño negro, fueron inútiles. Resignados a su suerte sobre el hielo, pronto los inuit construyeron varios iglús para refugiarse, y Tyson calculó que disponían de unos 860 kg de alimentos. Asimismo, disponían de dos botes balleneros del barco y dos kayak, aunque uno lo perdieron cuando se rompió el hielo. Meyer estimó que iban derivando por la costa de Groenlandia, a lo largo del Estrecho de Davis y que pronto se encontrarían a una distancia de la isla Disko que les permitiría alcanzarla a remo. La estimación era incorrecta, pues iban a la deriva por el lado canadiense del estrecho. El error provocó que los hombres rechazasen los planes de Tyson de racionar y conservar lo que tenían. Los marineros rompieron uno de los botes para hacer fuego, haciendo que fuese poco probable que pudiesen salir de allí por sus medios. Una noche, en noviembre, los hombres se dieron un atracón, comiéndose una gran cantidad de la reserva de alimentos que tenían. El grupo fue a la deriva en el témpano de hielo flotante durante seis meses, recorriendo en ese tiempo más de 2900 km antes de ser rescatados frente a las costas de Terranova, el 30 de abril de 1873, por el Tigress, un barco dedicado a caza de focas. Todos habrían muerto si en el grupo no hubiesen estado los inuit Ebierbing y Hendrik, pues fueron capaces de proporcionarles la carne de las focas que cazaron en varias ocasiones. A pesar de esto, apenas una palabra se ha escrito acerca de los inuit y su labor, ya sea en los informes oficiales de la expedición, o en la prensa.
El 16 de octubre, con el carbón casi agotado, el capitán Budington decidió hacer encallar el Polaris cerca de Etah. Después de haber perdido gran parte de su ropa de abrigo y de sus alimentos cuando los arrojaron del barco el 12 de octubre, los 14 hombres restantes se encontraban en malas condiciones para hacer frente a otro invierno. Construyeron una choza con madera rescatada de la nave, y el 24 de octubre apagaron las calderas para intentar conservar para ellos el poco carbón que quedaba. Las bombas de achique se detuvieron y el barco escoró a un lado con agua en su interior hasta la mitad. Afortunadamente, los inuit de Etah les ayudaron y pudieron así sobrevivir al invierno. Después de haber pasado el invierno en tierra, la tripulación utilizó dos botes que habían construido con madera recuperada del barco, y el 3 de junio comenzaron a navegar hacia el sur. Fueron avistados y rescatados en julio por el ballenero Ravenscraig, y regresaron a sus hogares pasando antes por Escocia.

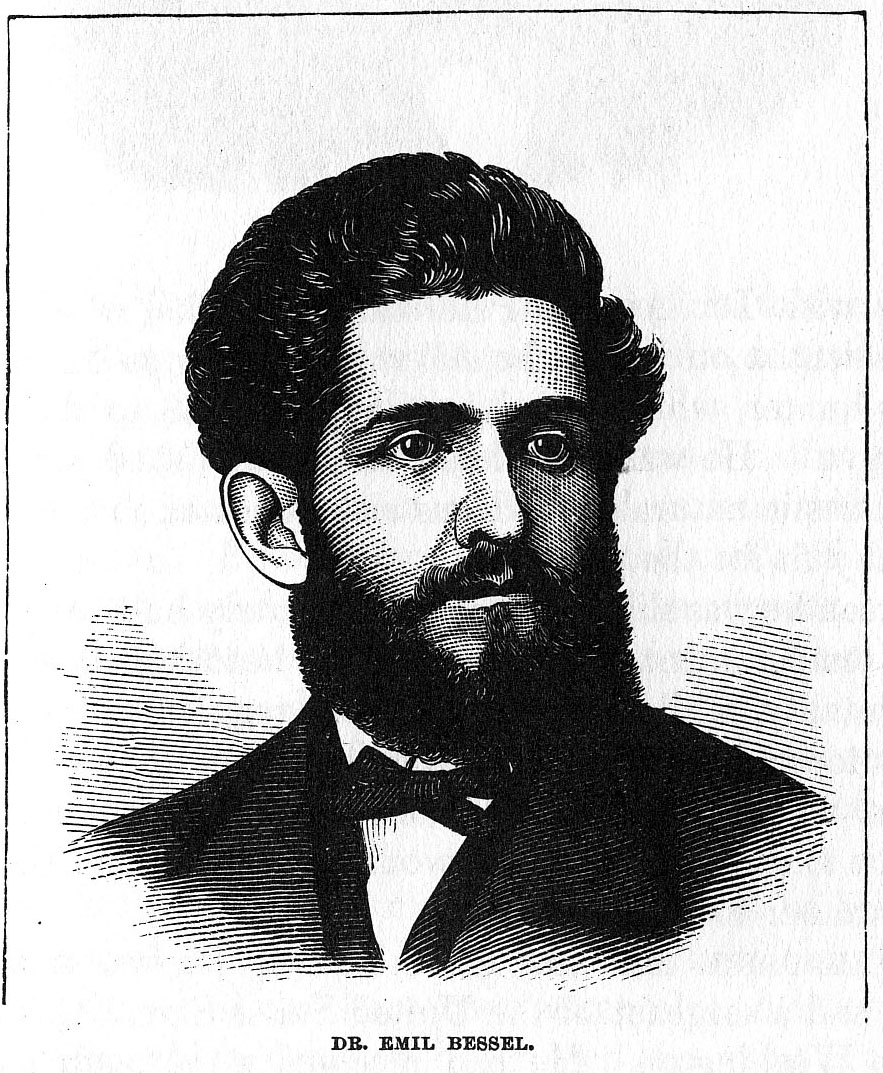
Dr. Emil Bessels.

## Epílogo

### Investigación
El 5 de junio de 1873, una comisión de la Marina de los Estados Unidos inició una investigación. En ese momento, la tripulación y las familias inuit habían sido rescatados de la banquisa, sin embargo la suerte de Budington, Bessels, y el resto de la tripulación seguía siendo desconocida. La junta la componían el Almirante Louis M. Goldsborough, el Secretario de la Marina Robeson, el comodoro Reynolds, Henry W. Howgate capitán del Ejército, y Spencer Fullerton Baird de la Academia de Ciencias. Tyson fue el primero en ser interrogado, y contó la fricción entre Hall, Budington, y Bessels, y lo que Hall dijo en su lecho de muerte acerca de que le habían envenenado. La Comisión también preguntó por el paradero de los diarios y documentos de Hall. Tyson respondió que mientras Hall estaba delirante, dio instrucciones a Budington para que quemase algunos documentos y que el resto habían desaparecido. Más tarde, los diarios de otros miembros de la tripulación fueron descubiertos en el lugar del naufragio del Polaris, pero todos tenían arrancadas las páginas que hacían referencia a la muerte de Hall. Meyer declaró sobre Budington y su afición a la bebida, diciendo que "mientras íbamos hacia el sur, casi siempre estaba borracho". John Herron declaró que él no había hecho el café que había provocado las sospechas de Hall de haber sido envenenado, afirmó que fue el cocinero el que hizo el café, y que no había quedado registrado cuántas personas tocaron el vaso antes de llevárselo a Hall.
Después de que Budington y el resto de la tripulación fuesen rescatados y devueltos a los Estados Unidos, la comisión de investigación continuó su trabajo. Budington atacó la credibilidad de Tyson, refutó la afirmación de Tyson sobre el hecho de que él había obstaculizado los esfuerzos de Hall para que el barco siguiese navegando más al norte. También rabatió las declaraciones sobre su afición a la bebida diciendo que "él bebía pero muy poco". Bessels fue interrogado sobre la causa de la muerte de Hall, declaró que "Mi opinión sobre la causa del primer ataque fueron las bajas temperaturas que había tenido que soportar durante el tiempo que duró su viaje en trineo, luego, a su regresó, estuvo en un camarote caldeado sin quitarse la ropa de pieles que llevaba y se tomó una taza de café caliente. Y las consecuencias de eso nadie las sabía". Bessels declaró que Hall "sufrió un ataque de hemiplejia ", su brazo y lado izquierdo se le quedaron paralizados, y que le había inyectado quinina antes de su muerte para bajarle la elevada temperatura que tenía.
Teniendo en cuenta los testimonios en conflicto, la falta de diarios y documentos oficiales, y sin tener un cuerpo para hacerle la autopsia, no se establecieron cargos en relación con la muerte de Hall. En el informe final de la investigación, los cirujanos generales del Ejército y la Marina escribieron: "Dadas las circunstancias y síntomas detallados por la tripulación, y tras comparar los médicos todos los testimonios de los testigos, somos de la opinión de que el capitán Hall murió por causas naturales, a saber, apoplejía, y que el tratamiento realizado por el Dr. Bessel [sic], fue el mejor posible dadas las circunstancias".

### Controversia

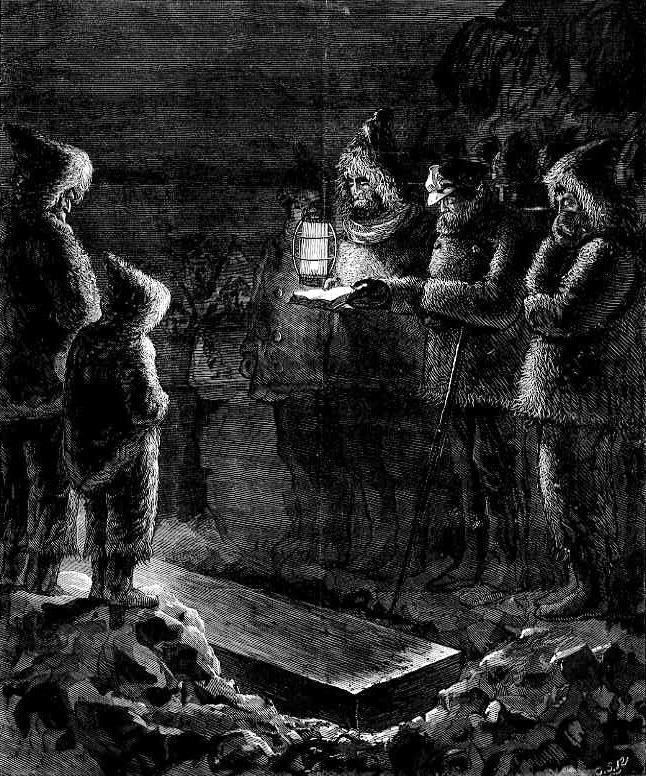
El entierro del capitán Hall.

Se ha especulado sobre las razones por las que Budington y los hombres a bordo del Polaris no intentaron rescatar a los que iban a la deriva en el témpano. Tyson estaba perplejo, incapaz de entender cómo era posible que los del barco no pudiesen verlos a 13 km mientras agitaban un gran trapo negro sobre el fondo blanco del mar helado. El día después de la tormenta, el cielo estaba claro y el mar en calma, los hombres del témpano veían bien al barco, tanto las velas como el vapor. A bordo del buque, el jefe Chester señaló que pudo ver "víveres y suministros" en un lejano témpano, sin embargo, nunca se dio la orden de recuperar los víveres ni de ir a buscar a los náufragos.
La decisión de Budington de embarrancar el Polaris resultó también controvertida. Budington dijo que "creía que se había roto la hélice y el timón". El informe oficial de la expedición declara que el buque debió abandonarse debido a que "solo había carbón para mantener el fuego de la caldera durante cinco días". Sin embargo, en el mismo informe se indica que después de encallar se descubrió que la hélice y el timón estaban intactos, y la caldera del buque y las velas estaban disponibles. Incluso si fuese cierto que se hubiesen quedado sin carbón, el barco era perfectamente capaz de navegar solo con las velas. En defensa de la decisión de Budington está el hecho de que cuando bajó la marea y pudieron ver el casco del buque, descubrieron que la parte inferior estaba completamente dañada con muchas planchas de hierro y tablones sueltos. Budington escribió en su diario que "el oficial le comunicó eso y que no entendía como el barco se había mantenido a flote tanto tiempo".
En cuanto a la suerte de Hall, la investigación oficial dictaminó que la causa de la muerte fue apoplejía. Algunos de los síntomas de Hall como la parálisis parcial, trastornos del habla y delirio, no hay duda que encajan con ese diagnóstico. De hecho, los dolores de los que se quejaba Hall en un lado de su cuerpo se atribuyeron a los muchos años que estuvo viviendo en un iglú, lo que pudo ocasionarle una leve trombosis cerebral. Sin embargo, en 1968, el biógrafo de Hall, Chauncey C. Loomis, profesor en el Dartmouth College, hizo una expedición a Groenlandia para exhumar el cuerpo de Hall. Debido a que estaba enterrado en el permafrost, el cuerpo de Hall estaba notablemente bien conservado. Las pruebas realizadas sobre las muestras de tejido de los huesos, las uñas y el pelo, demostraron que había ingerido grandes dosis de arsénico en las dos últimas semanas de su vida. La intoxicación por arsénico parece coherente con los síntomas que los miembros de la expedición indicaron, dolores de estómago, vómitos, aturdimiento y delirios. El arsénico puede tener un sabor dulce, y Hall se había quejado de que el café estaba demasiado dulce, y que le había quemado el estómago. También parece que al menos tres de los miembros de la expedición, Budington, Meyer, y Bessels, expresaron su alivio por la muerte de Hall y dijeron que la expedición iría mejor sin él. En su libro The Arctic Grail, Pierre Berton sugiere que es posible que accidentalmente Hall se administrase él mismo el arsénico ya que era habitual que estuviese en los botiquines médicos de la época. Sin embargo, se considera más probable que fuese asesinado por alguno de los miembros de la expedición, posiblemente Bessels, que estuvo casi todo el tiempo al lado de Hall. Nunca se presentaron cargos.